# Juhamatti Aaltonen
Juhamatti Tapio Aaltonen (* 4. června 1985 Ii) je finský profesionální hokejový útočník, který momentálně působí v klubu Pelicans Lahti ve finské nejvyšší soutěži.

## Kariéra
Aaltonen získal s týmem Kärpät Oulu dva Finské ligové tituly, Vítězství v sezoně 2006/2007 obhájili v následující sezóně. Po šesti ročnících v Oulu hrál rok v jiném finském klubu - Pelicans Lahti.
Od roku 2010 do 2012 působil v Kontinentální hokejové lize, kde dvě sezóny oblékal dres Metallurgu Maghitogorsk. Za něj odehrál celkem 136 zápasů.
Po roce ve Švédském Rögle se před sezonou 2013/14 vrátil do Kärpätu Oulu, kde působil jen jednu sezónu, aby se tam po několika dalších jednoročních až dvouročních štacích jinde znovu navrátil před sezonou 2019/20. Zde strávil tři následující ligové ročníky a po skončení angažmá tam se přesunul na rok do Jukuritu. Odtud pak zamířil do české extraligy, kde se na sezónu 2023/24 upsal týmu BK Mladá Boleslav.

## Reprezentační kariéra
Aaltonen byl také účastníkem tří světových šampionátů, v roce 2010 skončil s Finskem na celkovém šestém místě. O rok později, na Mistrovství světa 2011 vyhrál se svým týmem zlaté medaile, když ve finále Finsko porazilo Švédsko 6-1.
Na Mistrovství světa 2013 vstřelil čtyři góly a na dalších 7 přihrál, na lepší než celkové čtvrté místo to ale Finsku nestačilo.

## Statistiky

### Klubové statistiky
| Sezóna        | Klub                   | Soutěž        |     | Základní část | Základní část | Základní část | Základní část | Základní část |    | Play off | Play off | Play off | Play off | Play off |
| Sezóna        | Klub                   | Soutěž        | Z   | G             | A             | B             | TM            | Z             | G  | A        | B        | TM       |          |          |
| 2002–03       | Oulun Kärpät           | SM-liiga      | 1   | 0             | 0             | 0             | 0             | —             | —  | —        | —        | —        |          |          |
| 2003–04       | Oulun Kärpät           | FIN           | 8   | 0             | 0             | 0             | 2             | —             | —  | —        | —        | —        |          |          |
| 2004–05       | Oulun Kärpät           | SM-liiga      | 6   | 0             | 0             | 0             | 0             | —             | —  | —        | —        | —        |          |          |
| 2005–06       | Oulun Kärpät           | SM-liiga      | 50  | 13            | 12            | 25            | 28            | 9             | 0  | 0        | 0        | 0        |          |          |
| 2006–07       | Oulun Kärpät           | SM-liiga      | 53  | 11            | 21            | 32            | 48            | 10            | 1  | 4        | 5        | 6        |          |          |
| 2007–08       | Oulun Kärpät           | SM-liiga      | 44  | 9             | 17            | 26            | 20            | 15            | 3  | 2        | 5        | 4        |          |          |
| 2008–09       | Oulun Kärpät           | SM-liiga      | 53  | 11            | 21            | 32            | 14            | 15            | 3  | 6        | 9        | 2        |          |          |
| 2009–10       | Pelicans Lahti         | SM-liiga      | 58  | 28            | 21            | 49            | 56            | —             | —  | —        | —        | —        |          |          |
| 2010–11       | Metallurg Magnitogorsk | KHL           | 54  | 20            | 19            | 39            | 22            | 20            | 6  | 3        | 9        | 16       |          |          |
| 2011–12       | Metallurg Magnitogorsk | KHL           | 54  | 22            | 9             | 31            | 26            | 8             | 1  | 2        | 3        | 2        |          |          |
| 2012–13       | Rögle BK               | SHL           | 42  | 12            | 19            | 31            | 22            | —             | —  | —        | —        | —        |          |          |
| 2013–14       | Oulun Kärpät           | Liiga         | 35  | 12            | 19            | 31            | 38            | 16            | 8  | 7        | 15       | 6        |          |          |
| 2014–15       | Jokerit                | KHL           | 48  | 10            | 24            | 34            | 28            | 10            | 4  | 2        | 6        | 22       |          |          |
| 2015–16       | Jokerit                | KHL           | 45  | 15            | 13            | 28            | 14            | 6             | 0  | 1        | 1        | 0        |          |          |
| 2016–17       | HIFK Hockey            | Liiga         | 52  | 19            | 20            | 39            | 28            | 13            | 0  | 5        | 5        | 2        |          |          |
| 2017–18       | Rögle BK               | SHL           | 35  | 8             | 11            | 19            | 14            | —             | —  | —        | —        | —        |          |          |
| 2017–18       | SC Bern                | NLA           | 2   | 1             | 1             | 2             | 0             | 3             | 1  | 1        | 2        | 0        |          |          |
| 2018–19       | Skellefteå AIK         | SHL           | 35  | 1             | 8             | 9             | 6             | —             | —  | —        | —        | —        |          |          |
| 2018–19       | Pelicans Lahti         | Liiga         | 11  | 9             | 4             | 13            | 8             | 6             | 1  | 4        | 5        | 0        |          |          |
| 2019–20       | Pelicans Lahti         | Liiga         | 48  | 17            | 20            | 37            | 22            | —             | —  | —        | —        | —        |          |          |
| 2019–20       | Oulun Kärpät           | Liiga         | 12  | 2             | 5             | 7             | 2             | —             | —  | —        | —        | —        |          |          |
| 2020–21       | Oulun Kärpät           | Liiga         | 32  | 7             | 20            | 27            | 16            | 5             | 2  | 4        | 6        | 2        |          |          |
| 2021–22       | Oulun Kärpät           | Liiga         | 58  | 14            | 21            | 35            | 30            | 7             | 1  | 2        | 3        | 2        |          |          |
| 2022–23       | Mikkelin Jukurit       | Liiga         | 51  | 10            | 24            | 34            | 18            | —             | —  | —        | —        | —        |          |          |
| 2023–24       | BK Mladá Boleslav      | ELH           | 25  | 5             | 11            | 16            | 8             | —             | —  | —        | —        | —        |          |          |
| 2023–24       | EfB Ishockey           | DEN           | 7   | 3             | 6             | 9             | 2             | —             | —  | —        | —        | —        |          |          |
| 2023–24       | Pelicans Lahti         | Liiga         | 11  | 2             | 4             | 6             | 4             | 17            | 1  | 3        | 4        | 2        |          |          |
| KHL celkově   | KHL celkově            | KHL celkově   | 201 | 67            | 65            | 132           | 90            | 44            | 11 | 8        | 19       | 40       |          |          |
| Liiga celkově | Liiga celkově          | Liiga celkově | 583 | 163           | 229           | 392           | 334           | 113           | 20 | 37       | 57       | 26       |          |          |

### Reprezentační statistiky
| Rok                            | Tým                            | Soutěž                         | Z                              | G  | A | B  | TM |    |
| ------------------------------ | ------------------------------ | ------------------------------ | ------------------------------ | -- | - | -- | -- | -- |
| 2003                           | Finsko                         | MS18                           | 6                              | 0  | 1 | 1  | 4  |    |
| 2010                           | Finsko                         | MS                             | 7                              | 1  | 2 | 3  | 2  |    |
| 2011                           | Finsko                         | MS                             | 9                              | 1  | 2 | 3  | 6  |    |
| 2013                           | Finsko                         | MS                             | 10                             | 4  | 7 | 11 | 4  |    |
| 2014                           | Finsko                         | ZOH                            | 4                              | 1  | 0 | 1  | 2  |    |
| 2015                           | Finsko                         | MS                             | 8                              | 1  | 3 | 4  | 2  |    |
| 2017                           | Finsko                         | MS                             | 5                              | 0  | 3 | 3  | 0  |    |
| Juniorská reprezentace celkově | Juniorská reprezentace celkově | Juniorská reprezentace celkově | Juniorská reprezentace celkově | 6  | 0 | 1  | 1  | 4  |
| Seniorská reprezentace celkově | Seniorská reprezentace celkově | Seniorská reprezentace celkově | Seniorská reprezentace celkově | 43 | 8 | 17 | 25 | 16 |